# 澤列涅 (戈羅霍夫區)
50°23′50″N 25°2′9″E / 50.39722°N 25.03583°E
澤列涅（烏克蘭語：Зелене），是烏克蘭的村落，位於該國西部沃倫州，由盧茨克區負責管轄，面積8.36平方公里，海拔高度208米，2001年人口480，人口密度每平方公里57.42人。